# Thecamoeba
Thecamoeba – rodzaj ameb należących do supergrupy Amoebozoa w klasyfikacji Cavaliera-Smitha.
Należą tutaj następujące gatunki:
- Thecamoeba hilla Schaeffer, 1926[2]
- Thecamoeba munda Schaeffer, 1926[2]
- Thecamoeba orbis Schaeffer, 1926[2]
- Thecamoeba pulchra (Biernacka, 1963)[2]
- Thecamoeba quadrilineata (Carter, 1856) Page, 1977[3]
- Thecamoeba rugosa Schaeffer, 1926[2]
- Thecamoeba similis (Greef, 1891) Page, 1977[3]
- Thecamoeba sparolata Fishbeck i Bovee, 1993[3]
- Thecamoeba sphaeronucleolus (Greeff, 1891) Page, 1977[3]
- Thecamoeba striata (Penrad, 1890) Page, 1977[3]
- Thecamoeba terricola (Greeff, 1866) Page, 1977[3]
- Thecamoeba verrucosa (Ehrenberg, 1838) Glaeser, 1912[3]